# ケシュテミ
ケシュテミ（モンゴル語: Keštemi）とは、現在のロシア連邦トゥヴァ共和国一帯に居住していたモンゴル系民族。

## 概要
ケシュテミの名称が史料上に現れるのは中国では唐代の頃からで、唐朝で編纂された史料によるとケシュテミはモンゴル高原中央部を支配する突厥を越えた先に居住していたと認識されており、その居住地はケムケムジュート方面にあったと見られる。
敦煌で発見されたチベット語文書によると、ケシュテミは当初バシュミルに服属する部族の一つであったという。バシュミルのカガンがカルルクに敗れた時、大多数のバシュミル人はカルルクに隷属したが、ケシュテミ(Kes-dum)とバヤルク(Ba-yar-bgo)、Hi-dog-kasの3部族のみはカルルクに従わず、独立を保ったと記される。
13世紀初頭にチンギス・カンによってモンゴル帝国が建国されると、ケシュテミもモンゴル帝国の支配下に入った。『集史』などの史料によると、1218年にキルギスが反乱を起こしたため、チンギス・カンによってジョチを主将とする叛乱鎮圧軍が派遣され、ケシュテミをはじめとする森林諸部族（ホイン・イルゲン）もこの時平定されたという。
18世紀にこの地方を旅したStrahlenbergは、メナ河畔にケシュテミ人が3〜400名居住していたと報告している。

## 参考資料
- 志茂碩敏『モンゴル帝国史研究 正篇』東京大学出版会、2013年
- 村上正二訳注『モンゴル秘史 3巻』平凡社、1976年
- 森安孝夫『東西ウイグルと中央ユーラシア』名古屋大学出版会、2015年